# Piczaghczi
Piczaghczi – wieś w Iranie, w ostanie Azerbejdżan Zachodni, w szahrestanie Szahin Deż. W 2006 roku liczyła 276 mieszkańców.